# 蔡秉燚
蔡秉燚（1952年2月6日生まれ）は、N95マスクフィルターの発明と特許取得で最もよく知られている台湾系アメリカ人の材料科学者および発明家で、「不織布」の分野の専門家。蔡秉燚はテネシー大学の名誉教授を過去に務めていた。COVID-19パンデミックの間、彼は引退をやめ、N95マスク滅菌の研究を始めた。
蔡秉燚は台湾で生まれ、国立台北科技大学で化学工学の学位を取得して卒業した。1981年にカンザス州立大学で学ぶために渡米し、材料科学の博士号を取得した後、テネシー大学で教鞭をとった。
1992年、彼と彼のチームはN95マスクのフィルターを発明した。材料は正電荷と負電荷の両方で構成されており、粒子（ほこり、バクテリア、ウイルスなど）を引き付け、粒子がマスクを通過する前に分極によって粒子の95％を阻止することができる。この技術は1995年に米国で特許を取得し、すぐにN95マスクの製造に使用された。蔡は合計12件の米国特許を取得している。